# Prueba de Wingate
La prueba del ergómetro (también conocida como prueba anaeróbica del ergómetro (WAnT)) es una prueba de ejercicio anaeróbico, que suele realizarse en una bicicleta estática, que mide la potencia anaeróbica pc y la capacidad anaeróbica. La prueba, que también puede realizarse en un ergómetro de manivela, consiste en un tiempo determinado de pedaleo a velocidad máxima contra una resistencia determinada. El prototipo de prueba basado en la prueba de Cumming se introdujo en 1974, en el Instituto Wingate, y ha sufrido modificaciones con el paso del tiempo. El test de Wingate también se ha utilizado como base para diseñar nuevas pruebas en la misma línea, y otras que utilizan la carrera como ejercicio en lugar del ciclismo. Se ha demostrado que las pruebas de intervalos de sprint, similares a la construcción de la prueba Wingate, aumentan el rendimiento aeróbico y anaeróbico.
El test de Wingate se desarrolló en el Instituto Wingate de Israel durante la década de 1970.

## Validez
Para determinar la validez del procedimiento de prueba, hay que contrastar el protocolo con un "patrón oro" en el que se confíe para obtener valores "verdaderos". En los casos en los que existe dicho estándar, como el pesaje hidrostático para determinar la composición corporal, esto es fácil. Sin embargo, no existe tal protocolo estándar para la determinación de la capacidad anaeróbica o la potencia. Debido a este problema, el test de Wingate se ha comparado con el rendimiento deportivo, la especialidad deportiva y los resultados del laboratorio. Estas comparaciones han determinado que el test de Wingate mide lo que dice medir, y es un buen indicador de estas medidas. Otras referencias cuestionan la validez porque el método habitual de cálculo de la resistencia de una cinta de freno cargada con pesos no tiene en cuenta todos los aspectos de la teoría de los frenos de cuerda y sobreestima la fuerza real en un 12~15%.

## Aplicación
Se cree que el test de Wingate muestra dos cosas: la potencia anaeróbica pico y la capacidad anaeróbica.  Estos dos valores se han señalado como factores importantes en los deportes con esfuerzos rápidos y totales. Las pruebas de sprint cortas dependen en gran medida de las vías de energía anaeróbica durante la ejecución, lo que lleva a especular que un mayor rendimiento en una prueba de Wingate puede predecir el éxito en estas pruebas. Esto no se ha demostrado, y la teoría más aplicable sería que las mejoras en las puntuaciones de Wingate podrían predecir mejoras en los tiempos de sprint.

## Variaciones
El test de Wingate ha sufrido muchas variaciones desde su creación en la década de 1970. Muchos investigadores han utilizado un Wingate de 30 segundos, mientras que otros han alargado la duración a 60 segundos o incluso a 120 segundos. El propósito principal de esta alteración es estresar más plenamente los sistemas de energía anaeróbica aláctica y láctica, que son la principal fuente de energía durante los dos primeros minutos de ejercicio.
Otra alteración que se ha realizado es la repetición de las pruebas de Wingate. En la literatura actual, esta prueba se ha repetido cuatro, cinco o incluso seis veces en una sesión de pruebas. La repetición del test de Wingate durante las sesiones de entrenamiento puede aumentar la potencia y la capacidad aeróbica, así como la capacidad aeróbica máxima.
La última alteración común es la carga de trabajo durante la prueba. La prueba original de Wingate utilizaba una carga de 0,075 kp por kg de peso corporal del sujeto. Como se trataba de sujetos jóvenes, algunos sugieren que los sujetos adultos deberían utilizar cargas de trabajo mayores, y se han utilizado varias cargas diferentes. Katch y otros han utilizado cargas de trabajo de 0,053, 0,067 y 0,080 kp por kg de peso corporal, mientras que otros investigadores han aumentado la carga de trabajo incluso más, hasta 0,098 kp por kg de peso corporal. La ventaja de aumentar la carga de trabajo puede mostrar un valor mayor, y por tanto más representativo, de la potencia pico en atletas universitarios. La carga de trabajo puede modificarse, pero un test Wingate estándar sigue utilizando la carga de trabajo original.

## Procedimiento de prueba común
Antes de que el sujeto comience la prueba Wingate, suele realizar un calentamiento de baja resistencia durante al menos cinco minutos para ayudar a minimizar el riesgo de lesiones. Durante el calentamiento, el sujeto suele realizar dos o tres "sprints" de 15 segundos para asegurarse de que está acostumbrado al movimiento rápido antes de comenzar la prueba. Una vez finalizado el calentamiento, el sujeto debe descansar durante un minuto, tras lo cual comienza la prueba. El sujeto recibe una cuenta atrás de cinco segundos para el comienzo de la prueba, durante la cual pedalea tan rápido como puede. Al comienzo de la prueba, la carga de trabajo disminuye instantáneamente (en tres segundos si se utiliza un ergómetro mecánico) y el sujeto sigue pedaleando rápidamente durante 30 segundos.
Un ergómetro con freno electromagnético suele recoger y mostrar los datos a través de un ordenador. Con un ergómetro mecánico, el investigador debe contar y registrar el número de revoluciones pedaleadas por cada intervalo de cinco segundos durante la prueba, y luego determinar los datos de potencia. Al finalizar la prueba, el sujeto debe pedalear contra una baja resistencia en una fase de enfriamiento.
El test de Wingate puede realizarse en varios tipos de ergómetros de bicicleta, que pueden ser controlados con frenos mecánicos o electromagnéticos. Si se utiliza un ergómetro con un sistema de frenado electromagnético, debe ser capaz de aplicar una resistencia constante. El ergómetro de pruebas más utilizado en el mundo es el ergómetro de pruebas Wingate Monark 894E.

## Cálculos relevantes
Potencia pico (PP)
Idealmente se mide dentro de los primeros 5 segundos de la prueba, y se calcula por
{\displaystyle P={\tfrac {F\times d}{t}}}
donde t es el tiempo en segundos. En un ergómetro con frenos mecánicos la fuerza es la resistencia (kg) añadida al volante, mientras que la distancia es
{\displaystyle d=revoluciones\times d_{f}}
donde {\displaystyle d_{f}} es la distancia alrededor del volante de inercia (medida en metros). Los valores de potencia pico se dan en un ordenador con ergómetros con freno electromagnético. La potencia se expresa en vatios (W).
Potencia pico relativa (PPR)
Esto permite la comparación entre personas de diferentes tamaños y masas corporales, y se calcula mediante
{\displaystyle PPR={\tfrac {PP}{PC}}}
donde PC es el peso corporal.
Fatiga anaeróbica (FA)
La fatiga anaeróbica muestra el porcentaje de potencia perdida desde el principio hasta el final del Wingate. Se calcula mediante
{\displaystyle FA={\tfrac {PP-PM}{PP}}}
donde PP es la potencia pico y PM la potencia mínima.
Capacidad anaeróbica (CA)
La capacidad anaeróbica es el trabajo total realizado durante la duración de la prueba.
{\displaystyle \sum _{i=0}^{n}P_{i}}
donde {\displaystyle P_{i}} es la potencia en cualquier punto desde el principio de la prueba (i) hasta el final (n).

## Consideraciones de las pruebas
Las variaciones diurnas se producen en el organismo de muchas formas, como los niveles hormonales y la coordinación motora, por lo que es importante considerar qué efectos pueden hacerse patentes en las pruebas de Wingate. Estudios recientes han confirmado que los ritmos circadianos pueden alterar significativamente la potencia pico durante una prueba de Wingate. Según estos estudios, un test de Wingate a primera hora de la mañana provoca valores de potencia pico significativamente más bajos que un test de Wingate a última hora de la tarde o de la noche.
Como en todo esfuerzo físico, varios factores externos pueden influir en el rendimiento de Wingate. La motivación está presente en casi todos los eventos deportivos, y algunos creen que puede mejorar el rendimiento. No se ha demostrado que la motivación cognitiva influya en el rendimiento del Wingate; sin embargo, se ha descubierto que la motivación emocional mejora los índices de potencia pico. Por lo tanto, se sugiere que todos los factores externos que implican la emoción se estandaricen, si es posible, en los entornos de las pruebas de Wingate.
Otro factor externo importante es el calentamiento. Según algunas publicaciones, un calentamiento intermitente de 15 minutos mejoró la potencia media en un 7%, mientras que no tuvo ningún impacto en los valores pico. Estos resultados sugieren que el calentamiento es un factor poco importante en los niveles de potencia pico, pero si la potencia media es la variable de interés, es importante estandarizar el calentamiento.
Dado que el test de Wingate hace hincapié en los sistemas metabólicos anaeróbicos, el consumo de glucosa previo al test puede ser otro factor influyente. Los sistemas energéticos anaeróbicos utilizan la glucosa como principal fuente de energía, y una mayor cantidad de glucosa disponible podría influir en la producción de energía en intervalos cortos. Por lo tanto, el consumo de glucosa antes de la prueba debe ser estandarizado entre todos los participantes.
La frecuencia de muestreo puede influir considerablemente en los valores obtenidos para la potencia pico y media. Las tasas de muestreo consistentes con una prueba estándar de ergómetro mecánico muestran valores de potencia pico y media significativamente más bajos que una prueba con tasas de muestreo mucho más altas en las fuentes de datos del ordenador. Además, las pruebas que utilizan tasas de muestreo bajas (< 2 Hz) tienden a ser menos consistentes que las pruebas con tasas de muestreo altas. Esto sugiere que una tasa de muestreo de al menos 5 Hz (0,2 segundos) proporciona los resultados más precisos.

## Otros usos
El test de Wingate también puede utilizarse en casos de entrenamiento, especialmente en ciclistas. En muchas carreras, los ciclistas terminan la carrera con un sprint. Este esfuerzo máximo pone a prueba las vías energéticas anaeróbicas. Como han demostrado Hazell y otros, entrenar de esta manera puede aumentar el rendimiento aeróbico y anaeróbico. Dado que este método puede aumentar el rendimiento anaeróbico, muchos atletas de ciclismo han empezado a utilizar intervalos de sprint repetidos, como el test de Wingate, como dispositivos de entrenamiento para aumentar el rendimiento en el tramo final de la carrera. Estas pruebas de Wingate pueden ser una versión ligeramente modificada de la prueba estándar expuesta anteriormente.